# Sunland Park
Sunland Park est une ville du comté de Doña Ana dans le Sud de l'État du Nouveau-Mexique aux États-Unis. Sunland Park est une banlieue d’El Paso, situé dans l'État voisin du Texas
La population était de 14 776 habitants en 2012.